# Elías Aguilar Romero
Elías Aguilar Romero (* 18. Februar 1943 in Torreón, Coahuila), auch bekannt unter dem Spitznamen Chuleta, ist ein ehemaliger mexikanischer Fußballspieler auf der Position eines Stürmers.

## Laufbahn
Aguilar erhielt seine fußballerische Ausbildung bei seinem Heimatverein Club Alborada. Nachdem Ende 1959 in seiner Geburtsstadt der Club Campesino de Fútbol Cataluña gegründet worden war, um ab der Saison 1960/61 in der damals noch zweitklassigen Segunda División anzutreten, wechselte Aguilar zu diesem Verein. Bis zu seinem Debüt in dieser Liga musste Aguilar allerdings noch drei Jahre warten, als der Verein gerade in Club de Fútbol Torreón umbenannt worden war. 
Sein erstes Punktspiel bestritt „Chuleta“ Aguilar in einem Clásico Lagunero gegen den bereits 1953 gegründeten Stadtrivalen Club de Fútbol Laguna. Zwar ging das Spiel mit 1:2 verloren, aber Aguilar hatte den einzigen Treffer für die Diablos Blancos erzielt, so dass er schnell zum unverzichtbaren Bestandteil seiner Mannschaft wurde. In der Saison 1966/67 war er mit 19 Treffern der zweitbeste Torjäger der Segunda División und zog dadurch das Interesse des Erstligisten Club León auf sich, der ihn für die Spielzeit 1967/68 verpflichtete. 
Allerdings kehrte Aguilar nach einem Jahr zum CF Torreón zurück und stieg am Ende der Saison 1968/69 mit den Diablos Blancos in die erste Liga auf. In den folgenden drei Spielzeiten erzielte er in der höchsten mexikanischen Spielklasse 13 Tore für seinen Verein, bevor er 1972 zum CF Madero wechselte und erneut in der zweiten Liga spielte. Doch auch mit den Orinegros gewann „Chuleta“ auf Anhieb die Zweitliga-Meisterschaft und stieg erneut in die höchste Spielklasse auf. Als der CF Madero zwei Jahre später wieder abstieg, wechselte Aguilar zum benachbarten Club Deportivo Tampico, der in der Saison 1975/76 aber ebenfalls nur in der zweiten Liga spielte. 

## Erfolge
- Mexikanischer Zweitliga-Meister: 1969 und 1973